# 斯維耶斯角
斯維耶斯角（英語：Swyers Point），是南極洲的海岬，位於維多利亞地的斯科特海岸，處於布朗半島西部，在1999年由美國南極名稱諮詢委員命名，現時由南極條約體系管理。